# Mátyás Mária
Mátyás Mária (férjezett nevén Radványi Imréné) (Hajdúdorog, 1924. szeptember 23. – Budapest, 1999. szeptember 12.) magyar opera-énekesnő (szoprán).

## Életpályája
Tanítónőként kezdte pályáját. Énektanulmányait Hoór Tempis Erzsébet, Palotay Árpád, Budanovits Mária, majd Rómában Manfredo Polverosi növendékeként végezte. Az Operaházban 1946-ban debütált. Magánénekesként tevékenykedett 1980-ig. Pályája kezdetén koloratúrszoprán szerepkörben énekelt, majd áttért a lírai szerepekre. Később a vezető drámai szoprán szólamokat is nagy sikerrel énekelte. Egyike volt a társulat legsokoldalúbb vezető szopránjainak. Részt vett a kortárs magyar operák színrevitelében is. Rendszeresen vendégszerepelt Európa csaknem valamennyi nagyvárosában.
Első férje Pongrácz Zoltán zeneszerző, a második Radványi Imre mérnök vezérőrnagy volt. Sírja a Farkasréti temetőben található.

## Főbb szerepei
- Ludwig van Beethoven: Fidelio – Leonora
- Georges Bizet: Carmen – Micaëla
- Pjotr Iljics Csajkovszkij: Jevgenyij Anyegin – Tatyjana
- Erkel Ferenc: Bánk bán – Melinda
- Erkel Ferenc: Hunyadi László – Szilágyi Erzsébet
- Farkas Ferenc: Vidróczki – Harkányi Erzsébet
- Charles Gounod: Faust – Margit
- Kodály Zoltán: Háry János – Örzse
- Kodály Zoltán: Székelyfonó – A leány
- Pietro Mascagni: Parasztbecsület – Santuzza
- Wolfgang Amadeus Mozart: Szöktetés a szerájból – Konstanza
- Wolfgang Amadeus Mozart: Don Juan – Donna Anna
- Wolfgang Amadeus Mozart: A varázsfuvola – Az Éj királynője; Pamina
- Jacques Offenbach: Hoffmann meséi – Giulietta; Stella
- Petrovics Emil: C’est la guerre – Feleség
- Giacomo Puccini: Bohémélet – Mimi
- Giacomo Puccini: Tosca – címszerep
- Dmitrij Dmitrijevics Sosztakovics: Katyerina Izmajlova – címszerep
- Eugen Suchoň: Örvény – Katrena
- Giuseppe Verdi: Macbeth – Lady Macbeth
- Giuseppe Verdi: La Traviata – Violetta Valéry
- Giuseppe Verdi: Simon Boccanegra – Amelia Grimaldi
- Verdi: A végzet hatalma – Leonora
- Verdi: Don Carlos – Erzsébet
- Giuseppe Verdi: Otello – Desdemona
- Richard Wagner: A bolygó hollandi – Senta
- Wagner: Tannhäuser – Erzsébet
- Wagner: Lohengrin – Brabanti Elza

## Díjai, elismerései
- Kossuth-díj (1953)
- Érdemes művész (1959)
- Kiváló művész (1975)